# Marek Żwirdowski
Marek Żwirdowski – polski puzonista i pedagog.
Absolwent Akademii Muzycznej im. Fryderyka Chopina w Warszawie (klasa prof. Romana Siwka, dyplom w 1990). Pedagog tej uczelni (obecnie UMFC) od 1991, doktor habilitowany. Od 1993 członek orkiestry Sinfonia Varsovia (wcześniej pracował w Orkiestrze Polskiego Radia i Telewizji w Warszawie). Razem z orkiestrą Sinfonia Varsovia nagrywał płyty m.in. dla wytwórni: Decca, Deutsche Grammophon, EMI, Naxos, Sony, Warner Classic. Założyciel i lider Warszawskiego Kwartetu Puzonowego. Laureat Ogólnopolskiego Konkursu Muzyki Kameralnej w Bydgoszczy (1989) oraz wyróżniony na Ogólnopolskim Konkursie Gry na Instrumentach Dętych Blaszanych w Gdańsku (1990). Za swoją działalność został uhonorowany odznaczeniem „Zasłużony dla Warszawy” (2014).